# Miles Township
Miles Township est un township, situé à l'est du comté de Centre, aux États-Unis,. En 2010, il comptait une population de 1 983 habitants.

## Démographie
Lors du recensement de 2010, le township comptait une population de 1 983 habitants. Elle est également estimée, en 2016, à 1 988 habitants.

### Source de la traduction
- (en) Cet article est partiellement ou en totalité issu de l’article de Wikipédia en anglais intitulé « Miles Township, Centre County, Pennsylvania » (voir la liste des auteurs).